# O Futuro de uma Ilusão
O futuro de uma ilusão (Die Zukunft einer Illusion no original alemão) é um livro escrito em 1927 por Sigmund Freud, que nele descreve sua interpretação das origens da religião, seu desenvolvimento, psicanálise e futuro. Freud via a religião como um sistema de crenças falsas. Destaca-se o contraponto feito à obra por seu colaborador e pastor protestante Oskar Pfister, que em seguida escreveu em 1928 "A Ilusão de um Futuro", crítica que foi bem recebida por Freud e que não lhes prejudicou a amizade.

## Religião como um freio do instinto
Freud tenta chamar a nossa atenção para o futuro que aguarda a cultura humana. No processo de desenvolvimento de seu pensamento, ele acha necessário lidar com a origem e o propósito da cultura humana como tal. Por cultura humana Freud significa todos os aspectos em que a vida humana tem se levantado acima da condição animal e que difere da vida de uma fera.
A cultura humana inclui, por um lado, todo o conhecimento e poder que os homens acumularam, a fim de dominar as forças da natureza, e do outro todas as providências necessárias para que as relações dos homens uns com os outros possam ser reguladas. Estas duas condições para a cultura não são separáveis uma da outra, porque os recursos existentes e a medida em que satisfazem os desejos dos nossos instintos estão profundamente entrelaçados. Embora o homem forme a cultura, ele é, ao mesmo tempo, sujeito a ela porque ela doma seus instintos selvagens e faz com que ele se comporte de uma forma socialmente aceitável. Assim, Freud escreve:
"Parece mais provável que
cada cultura deve ser construída em cima de . ..
coerção e renúncia ao instinto. "
Freud sustenta que a essência da cultura não está na conquista da natureza pelo homem como forma de dar suporte à vida, mas na esfera psicológica, em cada homem conter seus instintos predatórios. Um dos refreadores do instinto que o homem criou para perpetuar sua cultura é a religião. O aspecto particular da religião como reflexo da consciência moral foi reconhecido por Freud quando ele escreve que uma de suas funções é tentar, "... corrigir as tão dolorosamente sentidas imperfeições da cultura. "ele também argumenta que sofremos de neuroses da infância que são naturais e derivam das condições exteriores e da falta de carinho, e que a religião elimina a maioria daquelas neuroses a um custo de desenvolvimento da neurose que ele considerava como "a neurose universal", a neurose mais comum, da qual era muito difícil de se libertar, em oposição às neuroses tratáveis da infância, que Freud considerava curáveis.

## Religião como uma ilusão
Freud define a religião como uma ilusão, consistindo em "certos dogmas, afirmações sobre fatos e condições da realidade externa e interna, que dizem algo que não foi descoberto, e afirmam que se deve dar-lhes credibilidade." Conceitos religiosos são transmitidos em três formas e, assim, reivindicam nossa crença "em primeiro lugar porque os nossos antepassados primitivos já acreditavam neles,. segundo lugar, porque possuímos provas que foram entregues até nós desde a antiguidade, e em terceiro lugar porque é proibido levantar a questão de sua autenticidade em tudo. "Psicologicamente falando, estas crenças apresentam o fenômeno da realização do desejo. Desejos que são as" realizações dos desejos mais antigos, mais fortes e mais urgentes da humanidade. "(cap. 6 pg.38). Entre eles estão a necessidade de agarrar-se a existência do pai, o prolongamento da existência terrena por uma vida futura e da imortalidade da alma humana. Para diferenciar entre uma ilusão e um erro, Freud enumera as crenças científicas, tais como " a crença de Aristóteles de que os parasitas se desenvolvem do esterco "(pg.39), como um erro, mas" a afirmativa feita por alguns nacionalistas de que a raça indo-germânica é a única capaz de  civilização "é uma ilusão, simplesmente por causa do desejo envolvido.” Isso dito de uma forma mais explícita:  o que é característico das ilusões é que elas são derivadas de desejos humanos. (pág. 39) Ele acrescenta, porém, que, "Ilusões não precisam ser necessariamente falsas." (pg.39) Ele dá o exemplo de uma menina de classe média ter a ilusão de que um príncipe vai se casar com ela. Enquanto isso é improvável, não é impossível. o fato de que baseia-se em seus desejos é o que faz com que seja uma ilusão.

## Origens e desenvolvimento da religião
Freud começa por explicar a religião em termos similares ao do totemismo. O indivíduo é, essencialmente, um inimigo da sociedade e tem urgências instintivas que devem ser refreadas para ajudar o funcionamento da sociedade. "Entre esses desejos instintuais estão  os de canibalismo, incesto, e ânsia de matar. "(pág. 10) Sua visão da natureza humana é que é anti-social, rebelde e tem altas tendências sexuais e destrutivas. A natureza destrutiva do homem define uma predisposição ao desastre quando os seres humanos devem interagir com os outros em sociedade "porque as massas são preguiçosas e pouco inteligentes, pois eles não têm amor à renúncia instintual, e eles não são convencidos pelo argumento de inevitabilidade, e os indivíduos que as compõem apoiam uns aos outros em dar rédea livre à sua indisciplina. "(pág. 7) Assim, é destrutiva a natureza humana, ele afirma, que" é só através da influência de indivíduos que podem dar o exemplo e a quem as massas reconhecem como seus líderes que elas podem ser induzidas a realizar o trabalho e passar as renúncias em que a existência da civilização depende. "(pág. 8) Tudo isso define uma sociedade terrivelmente hostil que poderia implodir, se não fosse pelas forças da civilização e pelo desenvolvimento do governo.
Ele elabora ainda mais sobre o desenvolvimento da religião, com ênfase na aquisição de riqueza e na satisfação dos impulsos instintivos, tais como sexo, riqueza, glória, felicidade, imortalidade - movendo-se "do material para o mental." Como compensação para os bons comportamentos, a religião promete uma recompensa.
O tema é retomado no início do livro subseqüente de Freud, “O mal-estar da Civilização”:
"Uma dessas raras exceções se chama  meu amigo em suas cartas para mim. Eu tinha enviado o meu pequeno livro que trata da religião como uma ilusão, e ele respondeu que concordava inteiramente com o meu juízo sobre religião, mas que ele lamentava que eu não tivesse devidamente apreciado a verdadeira fonte dos sentimentos religiosos. Isso, diz ele, consiste em um sentimento peculiar, que ele próprio nunca está sem, que se encontra confirmado por muitos outros, e que ele pode supor está presente em milhões de pessoas. É um sentimento que ele gostaria de chamar de uma sensação de 'eternidade', um sentimento como algo ilimitado, sem fronteiras - por assim dizer, 'oceânico'. Esse sentimento, acrescenta é um fato puramente subjetivo, e não um artigo de fé; traz consigo qualquer garantia de imortalidade pessoal, mas é a fonte da energia religiosa, que é encampada pelas várias Igrejas e sistemas religiosos, dirigidas por eles em canais específicos, e sem dúvida também se extingue por eles. Pode alguém, ele pensa , com razão chamar-se religioso com base somente neste sentimento oceânico, mesmo se alguém rejeita toda crença e toda ilusão.
As opiniões expressas pelo amigo que me honra muito, e que ele próprio, uma vez num poema elogiou como a magia da ilusão não me causaram nenhuma dificuldade pequena .... De minha própria experiência eu não conseguia me convencer da natureza primária desse sentimento. Mas isso não me dá o direito de negar que ele de fato ocorre em outras pessoas. A única questão é se ele está sendo corretamente interpretado e se deve ser encarado como a fons et origo de toda necessidade de religião.
Hoje, alguns estudiosos  vêem os argumentos expostos em O futuro de uma ilusão como uma manifestação da falácia genética, em que uma crença é considerada falsa ou não verificável com base na sua origem. Os estudiosos ainda tecem controvérsias com respeito a essa avaliação.

## Psicanálise da Religião
A religião é um desdobramento do complexo de Édipo e representa o desamparo do homem no mundo, tendo que enfrentar o destino final da morte, a luta da civilização e as forças da natureza. Ele vê Deus como uma manifestação de um desejo da criança por " [um] pai "(pág. 18). Em suas palavras" os deuses retêm a tarefa tripla: devem exorcizar os terrores da natureza, devem reconciliar os homens com a crueldade do Destino, particularmente, como é mostrado na morte, e devem compensá-los pelos sofrimentos e privações que uma vida civilizada em comum impôs a eles. "(pág. 19)